# Тинерино, Деннис
Деннис Тинерино (англ. Dennis Tienrino; 23 декабря 1945 года, Бруклин, Нью-Йорк, США — 7 мая 2010 года) — американский культурист, наиболее известный в конце 60-х и в 70-х годах XX века.
Тинерино четырежды выигрывал титул «Мистер Вселенная» (1968, 1975, 1980, 1981 гг.), «Мистер Мир» среди мужчин выше 178 см (tall man’s category) в 1971 году и «Мистер Америка» в 1978-м. В течение ряда лет контролировал один из крупнейших незаконных бизнесов в штате Калифорния в сфере плотских развлечений и азартных игр, а затем, отбыв наказание, стал международным миссионером. В ежегоднике «Gold Gym» за 1983 год он упоминается как «один из наиболее успешных культуристов последних одного-двух десятилетий». Внесён в «Зал Славы Национального Фитнеса США», «Зал Славы Международной Федерации Бодибилдинга» и «Зал Славы Спортсменов итало-американского происхождения».

## Биография
Тинерино родился в итало-американской семье в Бруклине в 1945 г. В 12 лет он решил стать чемпионом по бодибилдингу и актёром после того как, увидев себя в зеркале, подумал, что он «так худ, что может проскользнуть между дождевыми каплями». Его отец был боксёром, тренироваться начал в местной «ассоциации молодых христиан» (YMCA). Деннис рос в неблагополучном квартале — белый среди чёрных, что иногда было связано со смертельным риском, но всё же шёл к своей цели. В старших классах школы он начал тренироваться, получив в итоге бицепсы 40 см в обхвате и набрав вес до 80 кг. Окончив колледж, он устроился на работу на радио и телевидение (Olympic radio and TV). Там он встретил Джо Аббенду, который стал его наставником вместе с Биллом Перлом, увеличив интенсивность тренировок до пяти раз в неделю.

## Бодибилдинг
В 1963 году Тинерино выиграл турнир «Мистер Америка» среди подростков, чемпионаты Атлантического побережья, Восточного побережья и титул «Мистер Бруклин». В 1967 году в возрасте 21 года он занял второе место на соревнованиях «Мистер Вселенная», проиграв лишь Арнольду Шварценеггеру. В 1968 году в Англии Деннис завоевал титул «Мистера Вселенная» среди мужчин выше 178 см, впоследствии выиграв его ещё трижды — 1975, 1980 и 1981 г.г. Далее: победа в турнире «Мистер Мир» среди мужчин выше 178 см в 1971 г., шестое место в абсолютном первенстве и 3-е в категории свыше 200 фунтов (90 кг) в турнире «Мистер Олимпия» в 1977 г. В том же турнире в 1978 году — 4-е место в категории свыше 90 кг и 9-е в абсолютном первенстве. Кроме того, Тинерино выиграл в 1978 году профессиональный турнир «Mr. Natural America». Его последним турниром стал «Мистер Олимпия» в 1982 году, где он занял 14-е место.
В 1969 году Тинерино сыграл Атласа в фильме с Арнольдом Шварценеггером — «Геркулес в Нью-Йорке», вышедшем в 1970 году В 70-х же годах он появлялся на обложках спортивных журналов: Muscle & Fitness, Muscular Development, IronMan, и Strength & Health. В 1985 году Роберт Кеннеди сказал о нём: «Это суперзвезда бодибилдинга, он выиграл все самые значительные титулы кроме „Мистер Олимпия“. В его пользу говорит и то, что это единственный чемпион такого уровня, выигравший титул среди спортсменов, не употребляющих стероиды (Mr. Natural America)».

## Из преступника в пасторы
Наслаждаясь безбедным существованием, Деннис Тинерино оказался вовлеченным в один крупнейших в Калифорнии синдикатов, занимавшихся азартными играми и прочими незаконными развлечениями. Несколько раз был арестован и подвергнут суду. Он заявлял, что зарабатывает миллионы, получая всё и сразу, в том числе, например, по 1000 долларов в неделю только с армрестлингового тотализатора. Однажды его арестовали в собственном офисе в Голливуде, и это было показано по телевидению с клеймящими комментариями о том, что бывший «Мистер Вселенная» превратился в жулика. Адвокату удалось сократить наказание до одного года заключения по статье «за сутенёрство».
В тюрьме Тинерино встретил проповедника, который сказал ему, что у Бога большие планы на его счёт, и что его судьба — стать международным евангелистом. Деннис признавался, что «его поразила молния с небес, и вся жизнь вспышкой пронеслась перед глазами», после того как он молил Бога о прощении грехов и стал истовым христианином. Выйдя из заключения, он основал «Миссию Денниса Тинерино» в Беверли-Хиллз в 1979 году и стал международным евангелистом. В 2006 году Тинерино написал книгу «Взрасти свою веру».

## Личная жизнь
Деннис Тинерино женился на Аните Конти в 1970 году. В 90-х годах у него обнаружили рак и сообщили, что ему осталось жить 2 недели, однако болезнь перешла в стадию ремиссии. Впоследствии ему пришлось несколько раз быть на грани смерти: он пережил череду автокатастроф, покушений и даже авиакатастрофу. Скончался от рака 7 мая 2010 года. При жизни был помещён в «Залы Славы Союза Атлетов-Любителей» (AAU), «Спортсменов итало-американского происхождения США» и др. С 2006 года в «Зале Славы Международной Федерации Бодибилдинга» (IFBB).